# Posle tebja
Posle tebja (После тебя) è un film del 2017 diretto da Anna Matison.

## Trama
Il film racconta del ballerino Aleksej Temnikov, ferito sul palco, che ha interrotto la sua carriera. Un infortunio che può fargli smettere del tutto di camminare. E nessuno può aiutarlo in questo, e non perché nessuno lo voglia, ma per il fatto che lo stesso Aleksej rifiuta. Ciò ha portato la sua vita a diventare una dolorosa solitudine.